# Etnia e aparência de Jesus

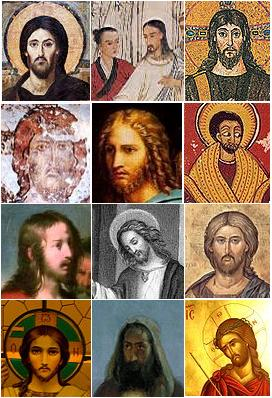
Não há nenhum consenso acadêmico sobre a aparência de Jesus; ao longo dos séculos, ele foi retratado de diversas formas

A aparência de Jesus é um tema discutido desde o início do Cristianismo. Não há relatos em primeira mão a respeito da aparência física de Jesus. Alguns autores sugerem que suas características físicas podem ter sido removidas da Bíblia, em algum momento, para enfatizar a sua universalidade [carece de fontes?]. Entretanto, a maioria dos estudiosos acredita que Jesus assemelhava-se aos atuais habitantes do Oriente Médio, uma vez que a Bíblia, bem como outros relatos históricos [carece de fontes?], refere-se a ele como um galileu israelita.
Várias teorias sobre a etnia de Jesus têm sido propostas e debatidas. Na Idade Média, uma série de documentos, geralmente de autores desconhecidos ou de origem duvidosa, circulavam sobre os detalhes da aparência de Jesus. Esses documentos foram considerados falsificações conforme análises mais recentes.

## Referências bíblicas

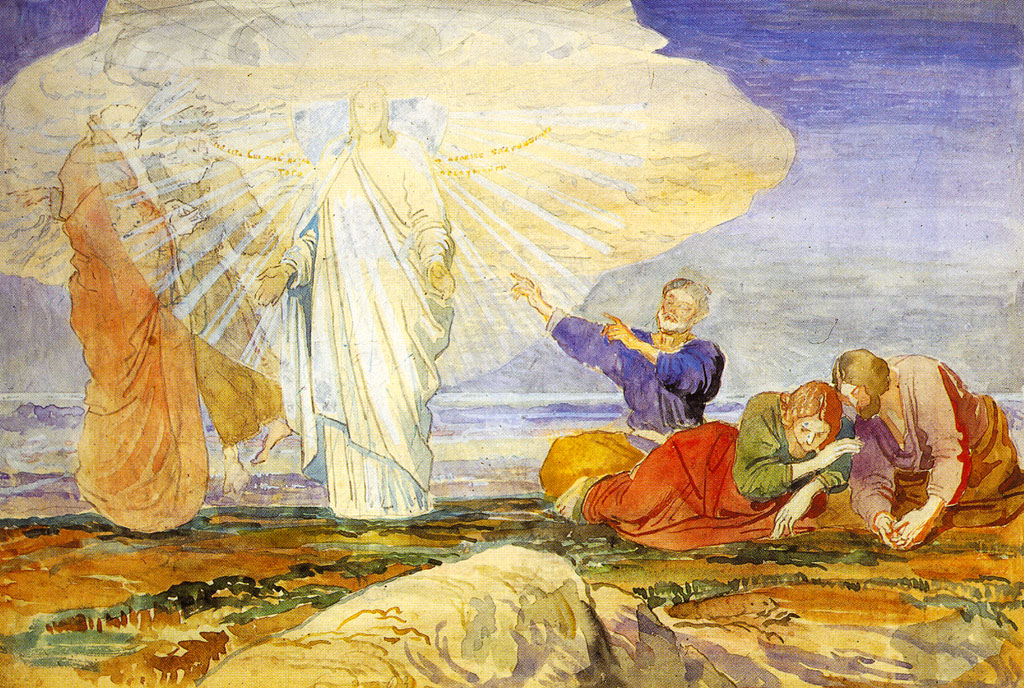
Transfiguração por Alexandr Ivanov, de 1824

## Representações artísticas

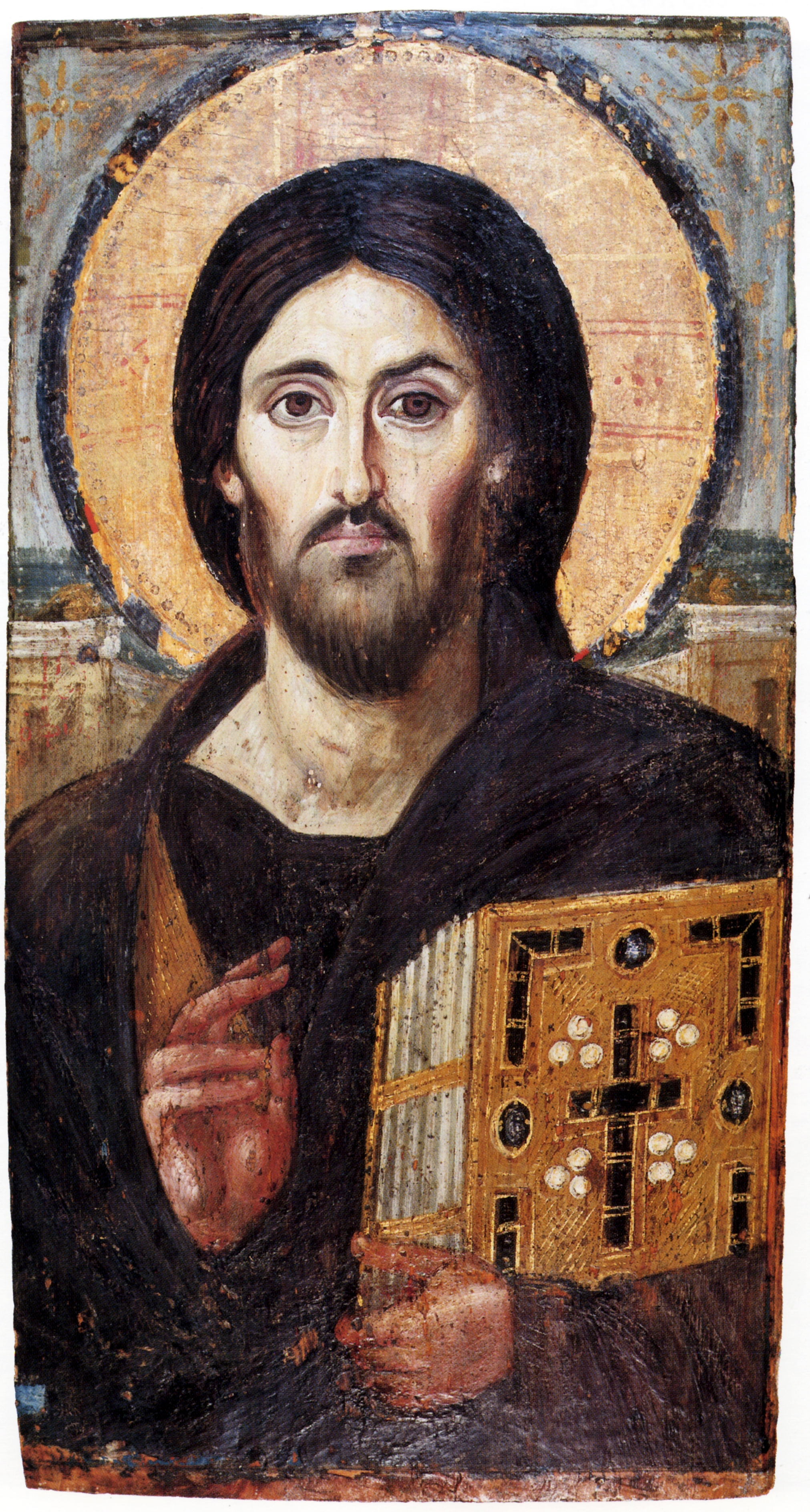
O mais velho sobrevivente Cristo Pantocrator ícone, do século 6, o Mosteiro de Santa Catarina, Egito.